# Andorra ved sommer-OL 2024
 Der er for få eller ingen kildehenvisninger i denne artikel, hvilket er et problem. Du kan hjælpe ved at angive troværdige kilder til de påstande, som fremføres i artiklen.

Andorra deltog i sommer-OL 2024 i Paris i Frankrig i perioden 26. juli til 11. august 2024.
Den andorranske delegation bestod af to atleter, der konkurrerede i to sportsgrene. Begge atleter, Nahuel Carabaña og Mònica Dòria, var landets flagbærere under åbningsceremonien ved sommer-OL 2024.

## Medaljer
| 2024 Paris | Guld | Sølv | Bronze | Total |
| Andorra    | 0    | 0    | 0      | 0     |

### Medaljevinderne
| Andorra under sommer-OL 2024 i Paris | Andorra under sommer-OL 2024 i Paris | Andorra under sommer-OL 2024 i Paris | Andorra under sommer-OL 2024 i Paris | Andorra under sommer-OL 2024 i Paris |
| Medalje                              | Navn                                 | Sport                                | Event                                | Dato                                 |
| ------------------------------------ | ------------------------------------ | ------------------------------------ | ------------------------------------ | ------------------------------------ |
| -                                    | -                                    | -                                    | -                                    | -                                    |